# Akrobatsko letenje
Akrobacije oz. akrobatski let pomeni namerni manever, ki vključuje nenadno spremembo položaja letala, nenormalen položaj ali nenormalen pospešek, ki ni potreben za normalno letenje ali za šolanje pilotov, ki niso na šolanju za akrobatsko letenje. 
Za letenje akrobacij pilot potrebuje akrobatski rating. Piloti se za pridobitev ratinga usposabljajo izključno iz osnovnih akrobatskih figur: vrij, luping, sodček, valček in immelmann. Negativne figure niso potrebne. Akrobatska letala za šolanje akrobacij morejo biti certificirana po EASA CS-23 ACRO (za EU) standardu oz. FAR-23 ACRO (za USA).
Akrobatskega letenja ne smemo mešati z usposabljanjem za UPRT preprečevanje in reševanje iz nepravilnih položajev. 
Večina akrobatskih manevrov vključuje vrtenje letala okoli njegove vzdolžne (nagibne) osi ali prečne (naklonske) osi. Drugi manevri, kot je vrtenje, premaknejo letalo okoli njegove navpične (smerne) osi.   Akrobatsko letenje zahteva širši nabor pilotskih veščin in je letalo izpostavljeno večjim strukturnim obremenitvam kot pri običajnem letu.  Pilot mora med izvajanjem akrobacij nositi padalo, če pride do loma letala. 

## V medijih

### Film
- Cloud Dancer - drama iz leta 1980 z Davidom Carradinom v glavni vlogi
- Veliki Waldo Pepper - film iz leta 1975, v katerem igrajo Robert Redford, Bo Svenson, Susan Sarandon in Edward Herrmann .

## Poglej tudi
- Seznam akrobatskih letalr
- Akrobatski piloti
- Zračne dirke
- Formacijsko letenje